# Objet (philosophie)
Pour les articles homonymes, voir Objet.
Un objet, du latin objectum, est étymologiquement ce qui est jeté devant nos yeux ou plus généralement notre conscience. Il s'agit donc de tout ce que nous pouvons percevoir, penser ou vouloir. En ce sens, tout ce qui existe peut être dit objet, du moment qu'on y pense, y compris une personne qui est "objet d'amour". Un objet est ainsi ce qui est pensé par opposition au sujet qui est ce qui pense.
L'objet ne doit pas être confondu avec la chose qui en latin se dit res, c'est-à-dire ce qui existe par soi-même, qu'on y pense ou pas. Ainsi Descartes appelle Dieu res cogitans (chose pensante) parce qu'il admet son existence autrement que comme simple objet de spéculation. L'objet en revanche n'a d'existence que dans la mesure où l'on y pense : pour un penseur agnostique, Dieu ne sera donc qu'objet de doute et pour un penseur athée, objet de négation.
Dans l'usage courant du mot "objet", il est fréquent également de confondre ce concept avec celui de corps. L'usage philosophique s'attache à les distinguer : un corps est une chose ou réalité possédant une étendue (d'une à plusieurs dimensions). Les corps peuvent être animés ou inanimés, naturels ou artificiels, mais on les suppose, en tant que corps, exister par eux-mêmes. Ils ne deviennent objets de notre perception ou de notre observation que lorsque nous tournons notre attention vers eux.
Un usage encore plus confus du mot objet consiste à le réduire à un instrument qui est un corps le plus souvent artificiel pouvant être utilisé comme moyen en vue d'une fin. Une hache est un objet d'attention pour le bucheron mais cela n'empêche pas qu'il y ait des objets corporels ou mentaux qui n'ont aucune utilité connue, comme l'appendice  iléo-cæcal pour la plupart des anatomistes ou la crainte des dieux pour le philosophe épicurien.
L'objet est ainsi un concept surtout utilisé en métaphysique, en épistémologie et dans les sciences cognitives.

## Objet de pensée
L'expression Objet de pensée peut renvoyer à deux signigications avec l'exemple « l'herbe est verte » :
1. Il peut être ce à quoi nous pensons : l'herbe est verte ;
2. Il peut être ce au sujet de quoi nous pensons : l'herbe.